# Aeroportul Noyabrsk
Aeroportul Noyabrsk (IATA: NOJ, ICAO: USRO) este un aeroport din Districtul autonom Iamalia-Neneția, Regiunea Tiumen, Rusia ce deservește zona Noiabrsk. Aeroportul a fost tranzitat în 2021 de 229.998 de pasageri. A fost deschis în 3 noiembrie 1983 și numit după zona deservită.
Situat la o altitudine de 136 m, aeroportul dispune de 1 pistă. Este operat de UTair Aviation⁠(d).

## Infrastructură

### Piste
Aeroportul dispune de o singură pistă. Pista are orientarea 01/19. 